# Canton (Chine)
Pour les articles homonymes, voir Canton (homonymie).
Guangzhou
Canton ou Guangzhou (chinois simplifié : 广州 ; chinois traditionnel : 廣州 ; pinyin : guǎngzhōu ; cantonais Jyutping : gwong²zau¹ , ) est la capitale de la province du Guangdong dans le sud de la Chine. Elle a le statut administratif de ville sous-provinciale de la république populaire de Chine.
Canton est depuis l'Antiquité la plus grande ville du Sud de la Chine. Elle compte aujourd'hui 14,9 millions d'habitants suivant le découpage administratif, ce qui en fait la troisième ville du pays derrière Shanghai et Pékin, et la première du Sud de la Chine. Elle forme avec les villes voisines de Shenzhen, Foshan, Dongguan, Zhongshan et Jiangmen, Hong Kong et Macao, la mégalopole chinoise du delta de la Rivière des Perles, grande agglomération s'étirant sur près de 20 000 km2 et rassemblant plus de 65 millions d'habitants (soit l'équivalent de la population française).

## Toponymie
La francisation « Canton », du portugais Cantão, est liée à une confusion entre le nom de la ville « Guangzhou » et le nom de la province dont elle est la capitale, « Guangdong ». Ainsi, le nom actuel de la ville est en réalité une déformation du nom de sa province.

## Géographie

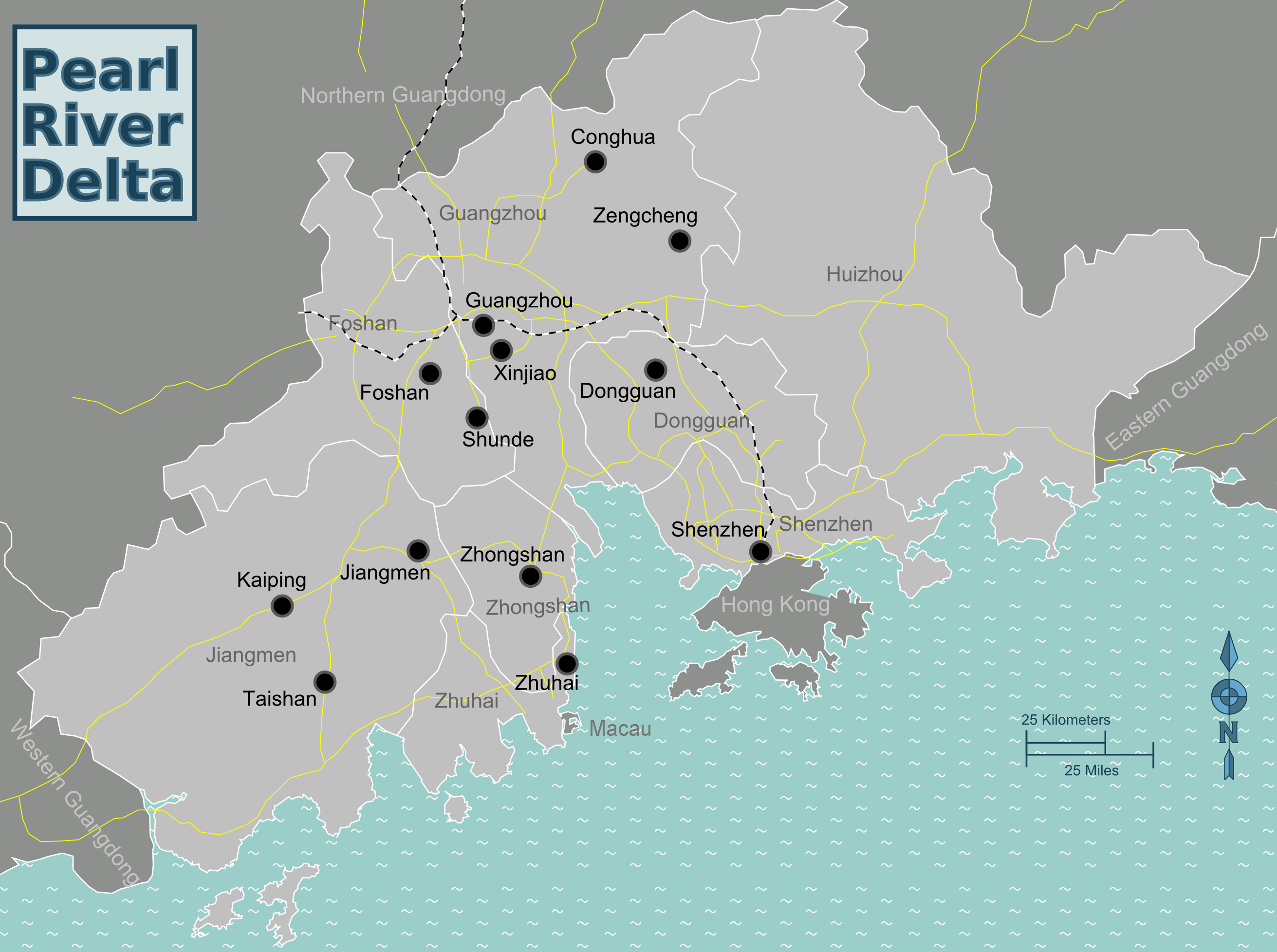
La zone du delta de la Rivière des Perles incluant la préfecture de Canton.

Située dans la partie centre-sud du Guangdong, Canton s'étend de 112° 57' à 114° 03' de longitude E et 22° 26' à 23° 56' de latitude. Elle se trouve à 105 km au nord-ouest de Shenzhen, à 566 km au sud de Changsha et à 1 213 km au sud-ouest de Shanghai. La ville fait partie de la mégalopole du Delta de la rivière des Perles et le centre de la cité est situé à côté de la montagne Baiyun, qui est localement dénommé « le poumon de la ville (市肺) ». La superficie totale de l'entité administrative de la ville est de 7 434,4 km², dont 10 districts qui occupent 3 843,43 km2, soit 51,7 % du total, tandis que deux districts-villes occupent le reste. L'élévation de la préfecture augmente généralement du sud-ouest au nord-est, avec des montagnes formant l'épine dorsale de la ville, et l'océan comprenant l'avant.
La ville est située en bordure de la Rivière des Perles, à une centaine de kilomètres de l'embouchure de son delta,.

### Climat cantonais
Le climat cantonais est à l'origine de l'appellation climat subtropical humide (dit aussi « climat chinois »), un type de climat localisé dans une partie de la Chine, du Japon, dans le sud des États-Unis, le nord de l'Argentine, l'est de l'Afrique du Sud et le sud-est de l'Australie. Il est marqué par une forte humidité avec une pluviométrie annuelle de 1 682 mm, des hivers doux avec une température mensuelle de 13,3 °C en janvier et des étés chauds et moites avec une température mensuelle de 28,5 °C en juillet. Les précipitations sont abondantes toute l'année. Canton est sous l'influence de la mousson et la saison des typhons s'étend de juin à septembre. Seul l'automne, d'octobre à décembre, est lumineux.
| Mois                                | jan. | fév. | mars | avril | mai   | juin  | jui.  | août  | sep.  | oct. | nov. | déc. | année |
| ----------------------------------- | ---- | ---- | ---- | ----- | ----- | ----- | ----- | ----- | ----- | ---- | ---- | ---- | ----- |
| Température minimale moyenne (°C)   | 9,8  | 11,3 | 14,9 | 19,1  | 22,7  | 24,5  | 25,3  | 25,2  | 23,8  | 20,5 | 15,7 | 11,1 | 18,7  |
| Température moyenne (°C)            | 13,3 | 14,3 | 17,7 | 21,9  | 25,6  | 27,3  | 28,5  | 28,3  | 27,1  | 24   | 19,4 | 15   | 21,9  |
| Température maximale moyenne (°C)   | 18,3 | 18,4 | 21,6 | 25,5  | 29,4  | 31,3  | 32,7  | 32,6  | 31,4  | 28,6 | 24,4 | 20,5 | 26,2  |
| Précipitations (mm)                 | 43,2 | 64,8 | 85,3 | 181,9 | 283,6 | 257,7 | 227,6 | 220,6 | 172,4 | 79,3 | 42,1 | 23,5 | 1 682 |
| Nombre de jours avec précipitations | 4,7  | 7,3  | 10   | 11,6  | 14,4  | 15,4  | 12    | 12,8  | 9,8   | 5    | 3,6  | 2,9  |       |

## Histoire

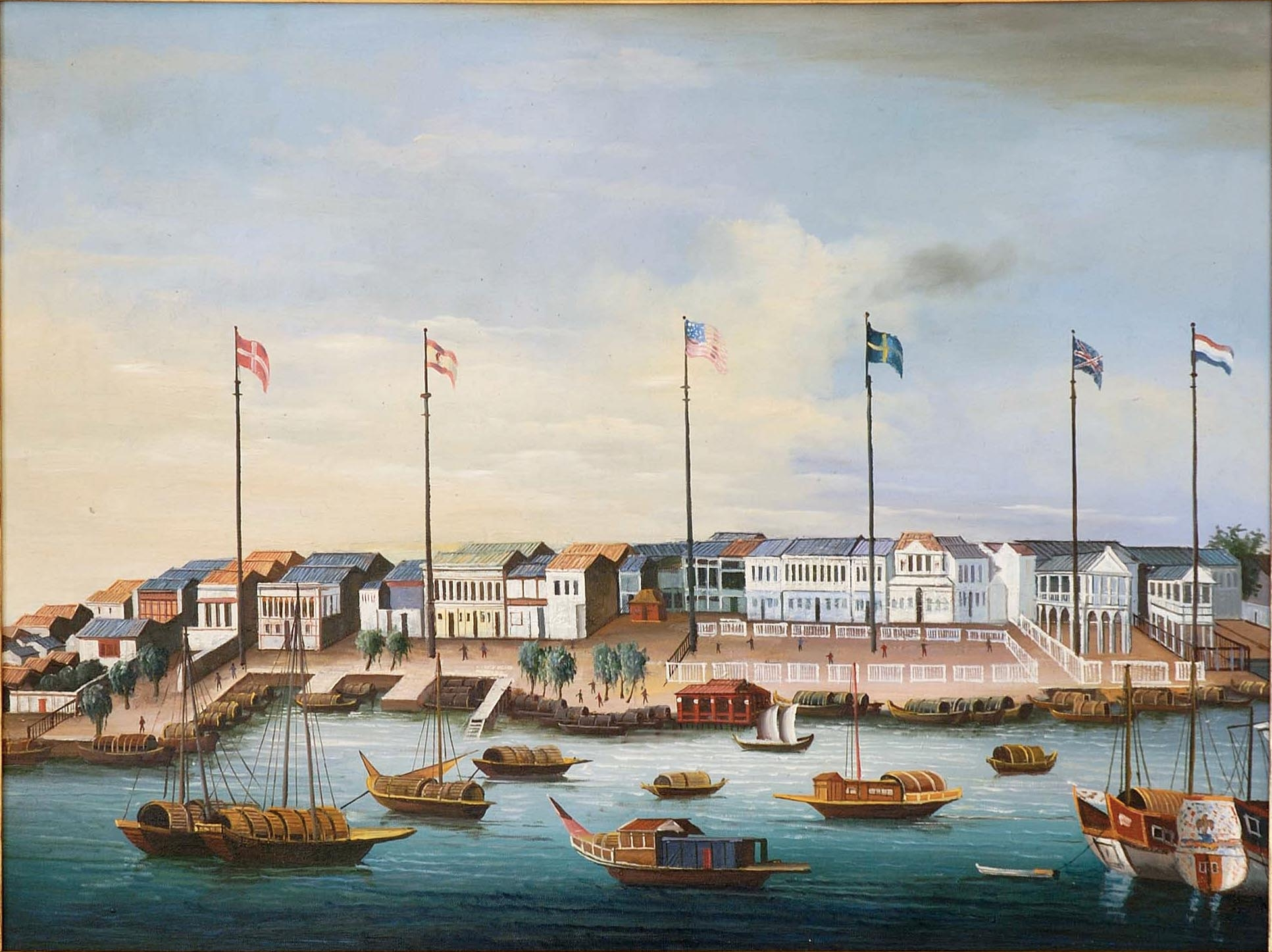
Les treize factoreries.

### Une très ancienne ville chinoise
Selon la légende, Canton est la ville des chèvres descendues du ciel avec des Immortels, d'où la périphrase chinoise de « cité des Cinq Béliers » pour la désigner, béliers qui sont en fait des chèvres.
Canton, ou Guangzhou, fut à ses débuts dénommée Panyu (Chinois: 番禺; Jyutping: Pun1 Jyu4), un nom emprunté à la dénomination de deux montagnes entourant la ville actuelle, Pan et Yu. Son histoire commence lors de la conquête de la région durant la dynastie des Qin. Panyu commença son expansion lorsque la ville devint la capitale du Royaume Nanyue (南越) en 206 av. J.-C., ce dernier incluant à l'époque une partie de ce qui constitue aujourd'hui le Vietnam. La dynastie des Han annexa le Royaume Nanyue en -111 et Panyu devint une capitale de la province du Guangdong. En 226 apr. J.-C., Panyu devint le siège de la préfecture de Guang (广州 ; Guangzhou). À cette occasion, son nom fut donc changé en Guangzhou (廣州).
Sous la dynastie Tang (618-907), la société chinoise s'internationalisa avec l'afflux de marchands étrangers qui fit suite au rétablissement du contrôle chinois sur les routes de la soie, après les conquêtes militaires de l'empereur Taizong (626-649). Canton, comme d'autres grandes villes telles que Chang'an ou Luoyang, ainsi que bien d'autres cités marchandes, accueillit des communautés étrangères. Originaires pour la plupart d'Asie centrale, ces dernières introduisirent de nouvelles religions ainsi que d'autres traditions culinaires, musicales et artistiques. Au IXe siècle, la population étrangère de la ville de Canton était estimée à 100 000 personnes.
Des pirates arabes et perses mirent à sac Canton (connue d'eux sous le nom de Sin-Kalan) en 758, selon un rapport du gouvernement local du 30 octobre 758, ce qui correspondait à la journée Guisi (癸巳) du neuvième mois lunaire dans la première année de l'ère de l'empereur Suzong Qianyuan de la dynastie Tang. Du Xe siècle au XIIe siècle, il a existé à Guangzhou un quartier des étrangers, abritant notamment des habitants venus du golfe Persique issus de la mise à sac de la ville de 758.

### Pénétration européenne
En 1514, Canton vit arriver par la mer les Portugais. Ils furent les premiers Européens à arriver dans cette région et établirent dès 1517 un monopole sur le commerce extérieur grâce à leur comptoir commercial. Ils s'installèrent de façon permanente dans le delta de la rivière des Perles. Ils furent ensuite expulsés de Canton (Cantão en portugais). Ils purent garder l'utilisation de Macao comme base commerciale en y créant une colonie, puis une ville en 1557. Durant un siècle, ils gardèrent un quasi-monopole sur le commerce extérieur de la région, jusqu'à l'arrivée des Hollandais au début du XVIIe siècle, puis des Anglais à Canton (ce port fut le principal point d'entrée du trafic de l'opium britannique), et des Français à partir de 1685, avec la Compagnie française des Indes orientales,.
À partir de 1715 et pendant 160 ans, Canton est le seul port chinois ouvert au commerce avec l'extérieur, facilitant ainsi le contrôle du commerce avec les autorités étrangères. La Chine fixe par ailleurs des conditions strictes pour le commerce à Canton: les navires de guerre y sont interdits; les comptoirs ne peuvent pas être établis dans la ville de Canton elle-même, mais à treize kilomètres au sud, près de Whampoa; les femmes et les armes sont interdites dans les comptoirs; les marchands étrangers n'ont pas le droit d'entrer dans Canton; ils ne peuvent être présents dans les comptoirs que pendant la saison commerciale qui s'étend de juin à décembre. L'ensemble des commandes doit être passées auprès de la guilde de marchands des Hongs. Si les Britanniques sont les principaux marchands actifs pendant cette période, les Français, les Néerlandais, les Danois, les Suédois, les Indiens et, après 1784, les Américains sont également présents. Les Chinois n'étant pas intéressés par les produits d'exportation européens, d'énormes quantités d'argent sont acheminées du Mexique et d'Amérique du Sud afin d'acheter le thé, les épices, la soie et la porcelaine intéressant les Européens.
Canton fut l'un des cinq ports ouverts par le traité de Nankin, signé en 1842, qui marquait la fin de la première guerre de l'opium ; les autres ports furent Fuzhou, Xiamen (Amoy), Ningbo et Shanghai.

Carte de Canton en 1860.

La ville fut soumise par les troupes britanniques et françaises à d'intenses bombardements pendant trois semaines en 1858, au cours de la seconde guerre de l'opium. Des soldats furent ensuite déployés et occupèrent la ville. La résidence du vice-roi Ye Mingchen fut détruite à cette occasion et son propriétaire capturé par les britanniques. Le site fut déblayé puis utilisé par les Missions Étrangères de Paris pour y établir un vicariat apostolique ; Monseigneur Guillemin y fit construire la Cathédrale du Sacré-Cœur.
L'île de Shamian fut le siège de la concession franco-britannique de Canton du XIXe au XXe siècle.
Le gouvernement français commanda en 1874 au sculpteur Vital-Dubray une statue en bronze, L'Ange funèbre, pour la décoration d'une chapelle élevée dans le cimetière chrétien de la ville, à la mémoire des soldats morts pendant l'expédition de Chine. Cette statue a figuré au Salon de 1876 (no 3241).
À partir de 1925 se déclencha le mouvement du 30 Mai, série de grèves générales et de manifestations contre l'impérialisme occidental et les seigneurs de la guerre chinois (dénoncés comme des agents de l'Occident). À Canton, « l'étendue des responsabilités du Comité de grève débordait très largement sur le champ normal d'activités d'un organisme syndical […] c'est un véritable pouvoir ouvrier qui s'esquissa pendant l'été 1925 et le terme de gouvernement était couramment employé à cette époque pour le désigner […]. Le Comité disposait de plusieurs milliers d'hommes armés répartis en une hiérarchie militaire ».

### Invasion japonaise
Au cours de l'invasion japonaise, la ville subit dès l'automne 1937 de violents bombardements stratégiques sur des objectifs civils, conduisant à une résolution de blâme de la Société des Nations à l'encontre du Japon. L'armée impériale y implanta également l'unité de recherche bactériologique 8604, une filiale de l'unité 731, où des médecins japonais pratiquaient des expérimentations sur des cobayes humains.

### Aujourd'hui
En 1979, en tant que capitale de la province de Guangdong, Canton a une longueur d'avance afin d'attirer d'importants investissements étrangers de Hong Kong, Taïwan et Macao. Il y avait presque 80 % d'investissement étranger total au Guangdong concentré dans la ville à ce moment-là. D'ailleurs, elle a été l'une des premières villes à s'ouvrir aux investissements étrangers du début des années 1980. La proximité de Hong Kong a favorisé l'émergence de tout le Guangdong.
La foire internationale de Canton, qui se tient deux fois par an (en avril et octobre), est l'une des plus grandes foires commerciales du monde. On y négocie aussi bien du textile que de l'électronique.
La population est passée de 7 126 000 habitants d'après le recensement de 2001 à 10 500 000 d'après le recensement de 2003, et 15 000 000 en 2008.
Depuis les années 2000, la présence française se renforce dans la ville de Canton et dans la province du Guangdong, comptant plus de 350 sociétés françaises implantées principalement dans les secteurs industriels et des services, d'après le Consulat Général de France à Canton, et plus de 2 000 Français expatriés.
Un attentat frappe la ville le 22 mars 2021.
Le secteur des vins et spiritueux prend également son essor avec la tenue du salon Interwine deux fois par an (mai et novembre), suivant la foire internationale de Canton.

## Politique et administration
Canton est le chef-lieu des districts suivants : Yuexiu (qui a fusionné avec Dongshan), Liwan, Haizhu, Tianhe, Baiyun, Huangpu, Fangcun, Huadu, Conghua, Zengcheng, Panyu.

Carte de la ville de Canton

### Subdivisions administratives
La ville sous-provinciale de Canton exerce sa juridiction sur douze subdivisions : dix districts et deux villes-districts .
| Nom                                | Chinois simplifié | Population 2006 | Superficie km2 |
| ---------------------------------- | ----------------- | --------------- | -------------- |
| Centre-ville                       |                   |                 |                |
| District de Yuexiu                 | 越秀区            | 1 151 481       | 32,82          |
| District de Liwan                  | 荔湾区            | 705 262         | 62,40          |
| District de Haizhu                 | 海珠区            | 890 512         | 90,4           |
| District de Tianhe                 | 天河区            | 645 453         | 141            |
| Reste de la ville sous-provinciale |                   |                 |                |
| District de Baiyun                 | 白云区            | 767 688         | 825            |
| District de Huangpu                | 黄埔区            | 193 641         | 122            |
| District de Huadu                  | 花都区            | 636 706         | 961            |
| District de Panyu                  | 番禺区            | 947 607         | 662            |
| District de Nansha                 | 南沙区            | 147 579         | 544,12         |
| District de Luogang                | 萝岗区            | 167 360         | 389            |
| Ville de Zengcheng                 | 增城市            | 810 554         | 1 741          |
| Ville de Conghua                   | 从化市            | 543 377         | 1 975          |

## Population et société

### Communauté africaine
La ville comporte la plus importante communauté africaine d'Asie. Cette situation n’est pas nouvelle. À partir du XVIe siècle, des esclaves échappés de la colonie portugaise de Macao s’installent à Canton où ils disposent d’une relative liberté, bien que certains soient exploités par de riches familles chinoises. Cette population résidente disparaît durant la période coloniale pour revenir au début des années 1990.
Le Bureau de la sécurité publique (sous- ?) estime la communauté africaine à 10 300 individus enregistrés début 2017 : plus de 1 000 ressortissants Nigérians, environ 300 Congolais (Brazzaville), 200 Sénégalais, 150 Togolais etc. Si une partie des flux migratoires relèvent de véritables choix de vie, se concrétisant par une installation en famille et à long terme, les migrations sont plus fréquemment économiques, motivées par les opportunités d'approvisionnement en produits bon marché. La ville continue en outre d’attirer de nombreux ressortissants africains pour des courts séjours : bien que leur nombre stagne autour de 600 000 par an depuis 2014, les « visiteurs » africains (ressortissants africains entrant avec un visa touriste) restent en effet plus nombreux que ceux de n’importe quel autre continent. Afin de mieux défendre les intérêts de cette importante communauté – pas toujours perçue de manière très positive-, dix consulats africains se sont établis à Canton depuis 2009 .
La communauté africaine de Canton est toutefois en nette diminution depuis 2015 (16 000 résidents enregistrés alors, selon les chiffres officiels) et de plus en plus fragmentée, alors qu’elle était autrefois tout entière concentrée dans le seul quartier de Xiaobei (小北), communément surnommé « la ville Chocolat » (巧克力城, qiaokeli cheng) par les Cantonais. Cette évolution peut s’expliquer par deux facteurs principaux : un contrôle plus strict des forces de l’ordre, conjugué à des opportunités économiques moins nombreuses. Alors que la province se repositionne sur les chaines de valeur, l’essoufflement de la foire de Canton - l’un des grands rendez-vous mondiaux du sourcing - se caractérise ainsi également par une moindre participation des acheteurs africains : en 2017, ils n’étaient plus que 13 800 à se rendre à Canton pour l’édition printanière de la foire, contre 17 500 en 2013. Une partie de la communauté africaine de Canton s’est depuis installée dans d’autres villes de Chine (dont notamment Wenzhou, dans le Zhejiang) ou en Asie du Sud-Est.

### Enseignement

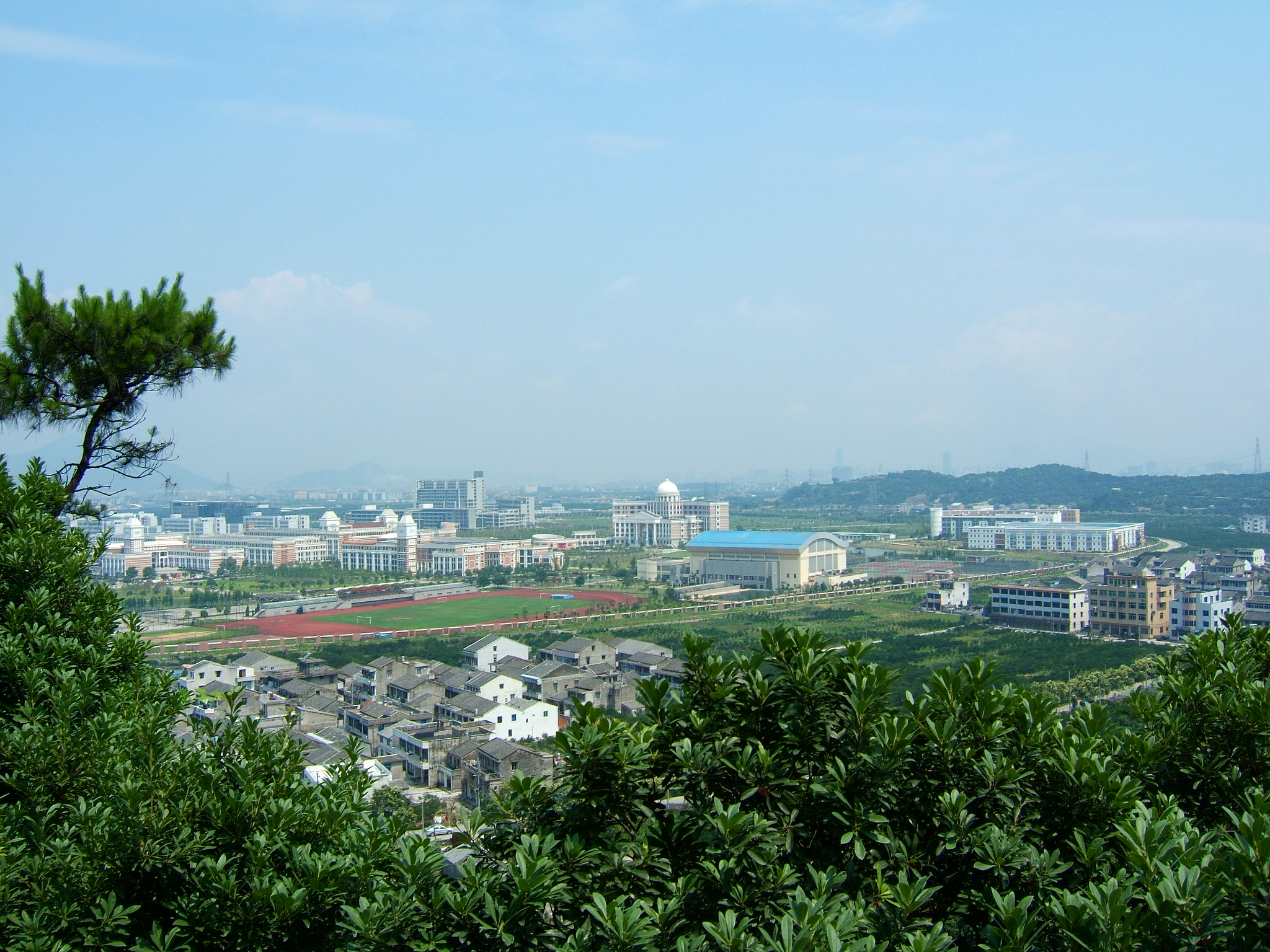
Le panorama de Mega Centre d'Enseignement supérieur de Canton

Méga Centre d'enseignement supérieur de Canton, également considéré comme la cité universitaire de Canton est le centre de formation de talents, de recherche scientifique et de communication dans le sud de la Chine. En 2003, la construction du centre est commencée puis il est officiellement mis en service à la fin août 2004.
Universités nationales
- Université Jinan (暨南大学) (créée en 1906)
- Université Sun Yat-sen (中山大学) (créée en 1924)
- Université de technologie de Chine méridionale (华南理工大学)
- Université normale de Chine du Sud (华南师范大学)
- Université agricole de Chine méridionale (华南农业大学)
- Université des études étrangères du Guangdong (广东外语外贸大学)

Universités et grandes écoles publiques
- Institut agrotechnique Zhongkai (仲恺农业工程大学) (créé en 1927)
- Institut médical de Guangzhou (广州医学院)
- Université de pharmacie du Guangdong (广东药科大学)
- Université de technologie du Guangdong (广东工业大学)
- Université de Canton (广州大学)
- École de commerce du Guangdong (广东商学院)
- Conservatoire de musique Xinghai (星海音乐学院)
- Institut professionnel des Arts du Guangdong (广东文艺职业学院)
- Polytechnique du Guangdong (广东技术师范大学)
- Institut d'éducation physique de Canton (廣州體育學院)

### Langues
Le cantonais est l'une des rares langues chinoises qui bénéficient de caractères propres, dont l'utilisation a été popularisée par son utilisation en tant que langue officielle à Hong Kong.

### Sports

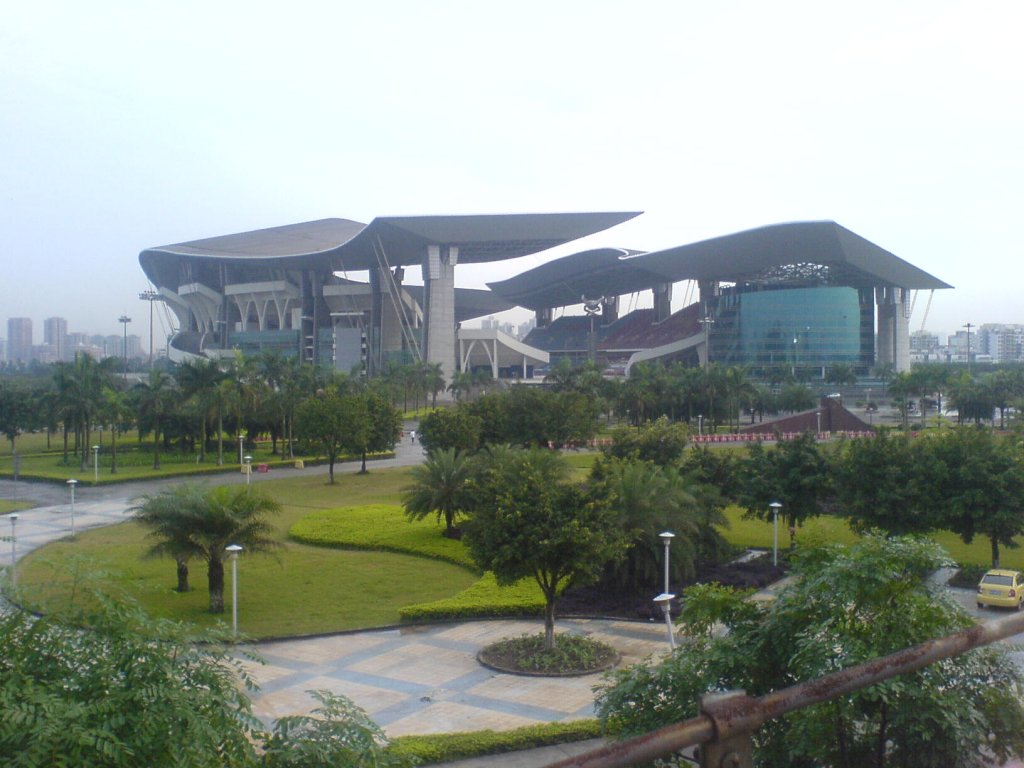
Le Stade olympique du Guangdong.

Le stade olympique du Guangdong, pouvant abriter 80 000 spectateurs, a été inauguré le 11 novembre 2001 lors de l'ouverture des 9eJeux nationaux de la république populaire de Chine. En novembre 2010, ce stade a accueilli les Jeux Asiatiques.
Du 24 février 2008 au 2 mars 2008 se sont déroulés à Canton, les 49e Championnats du Monde par Équipe de Tennis de Table.
La ville possède un club de football, le Guangzhou Evergrande, qui évolue en Chinese League One (deuxième division).
L'autre club professionnel de la ville, le Guangzhou R&F, a été dissous en 2023.

## Économie
Canton est la troisième plus grande ville de Chine continentale, derrière Shanghai et Pékin. Capitale de la province du Guangdong, la province de Chine continentale la plus riche quant au PIB, elle contribue beaucoup à la production de richesses du pays. Guangzhou est la principale plaque tournante des produits manufacturés du delta de la Rivière des Perles, et l'une des principales agglomérations commerciales de la Chine continentale.
En 2009, le PIB nominal de la ville a atteint 911,28 milliards de yuans, soit 133,5 milliards de dollars américains USD, celui par habitant étant de 89.498 yuans ou 13 111 dollars. La Foire de Canton (China Import and Export Fair), est organisée chaque année en avril et en octobre par le ministère du commerce chinois. Inaugurée au printemps de 1957, la foire est un événement majeur pour la ville. Depuis la 104e session, l'ancien site de Liuhua Complex n'est plus utilisé pour tenir la Foire de Canton, cette dernière étant maintenant organisée au complexe de Pazhou.
Canton dispose d'un port très important dans l'économie mondiale. Celui-ci bénéficiait en 2021 d'un trafic cargo de 623,7 millions de tonnes (embarquées et déchargées), ce qui faisait de lui le cinquième port du monde. Il conservait ce rang en 2021 pour le trafic des conteneurs qui s'élevait cette année-là à 24,2 millions d'EVP.

### Industrie
La valeur de la production industrielle totale de Canton occupe la troisième place dans la province. En 2016, le taux d'accroissement de la valeur ajoutée industrielle à Canton (6.5 %) était supérieur à celui du niveau national (6 %), et également supérieur à Pékin (5.1 %) et Shanghai (1.1 %).

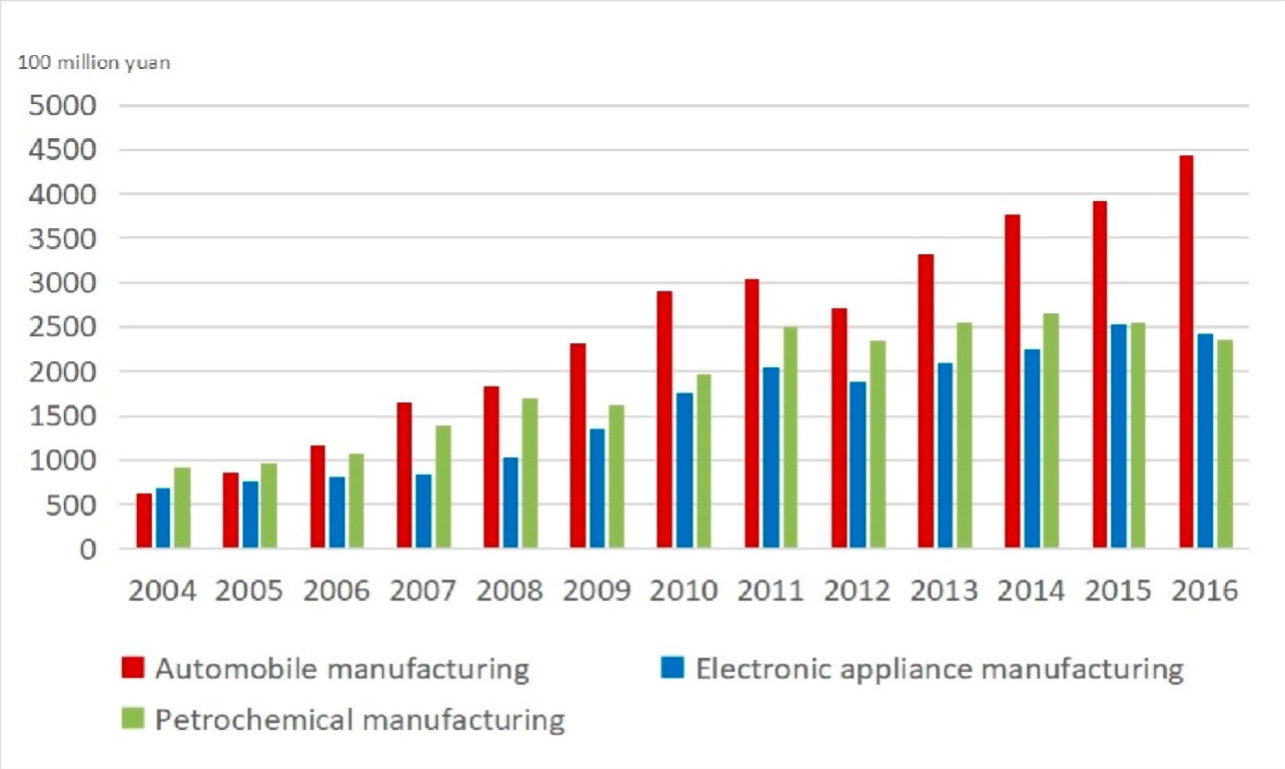
Les trois industries piliers de Guangzhou

L'automobile, la pétrochimie et la fabrication de produits d'information électroniques sont les trois industries piliers de Canton. Après 2006, l'industrie automobile a été l'un des principaux piliers de l'industrie. La valeur de la production en 2016 était 434.63 milliards de yuans, ce qui représente près du double de l'industrie du deuxième pilier, la fabrication de produits d'information électronique.
Actuellement, l'industrie manufacturière de Canton est en train de transformer d'une industrie légère à forte intensité de main-d'œuvre à une industrie lourde à forte intensité de connaissances et de capital,.

### Grandes entreprises
- Honda
- NetEase NASDAQ: NTES
- Shein
- GAC

## Culture et patrimoine

### Architecture et urbanisme

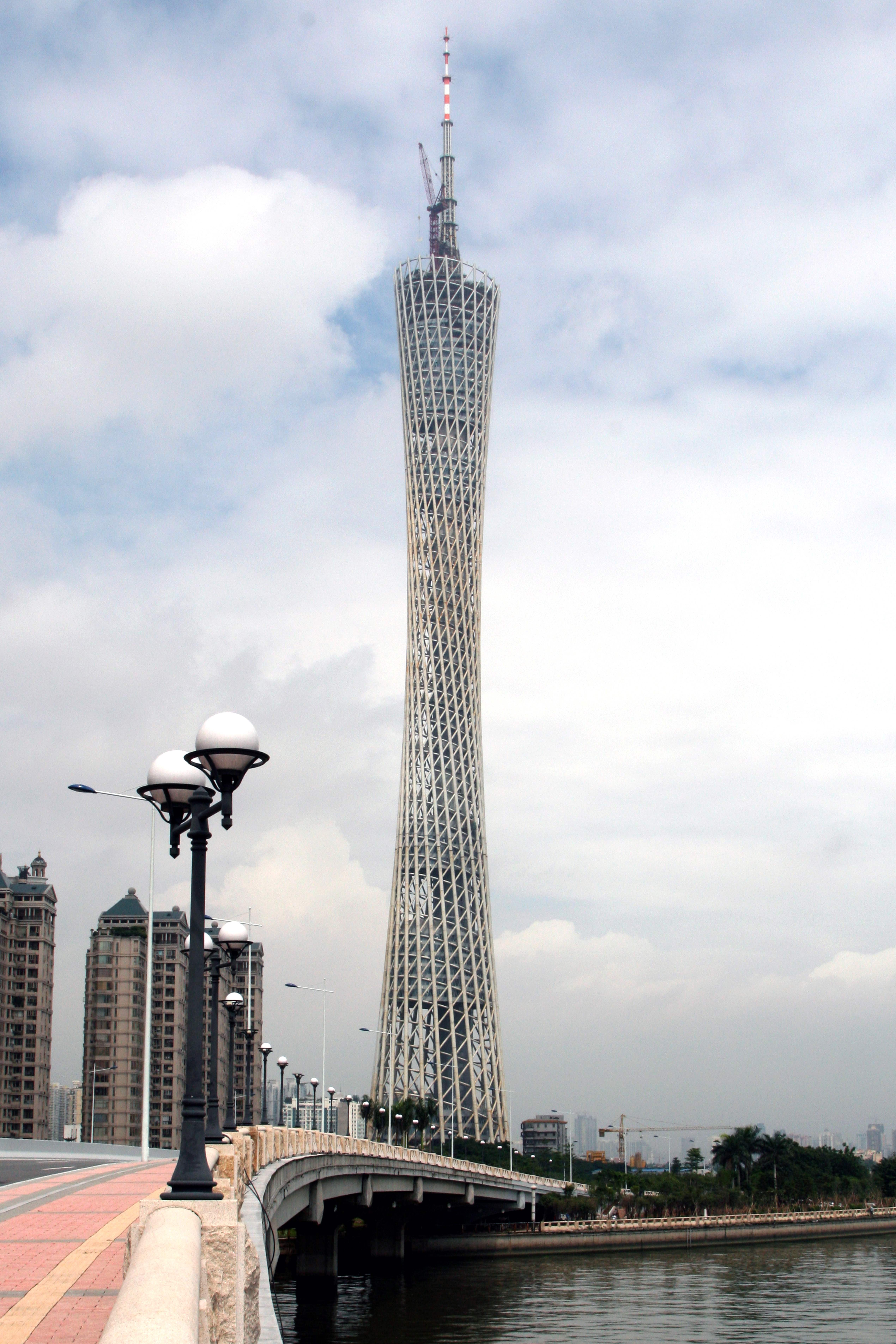
La nouvelle tour de télévision de Canton d’une hauteur de 600 m.

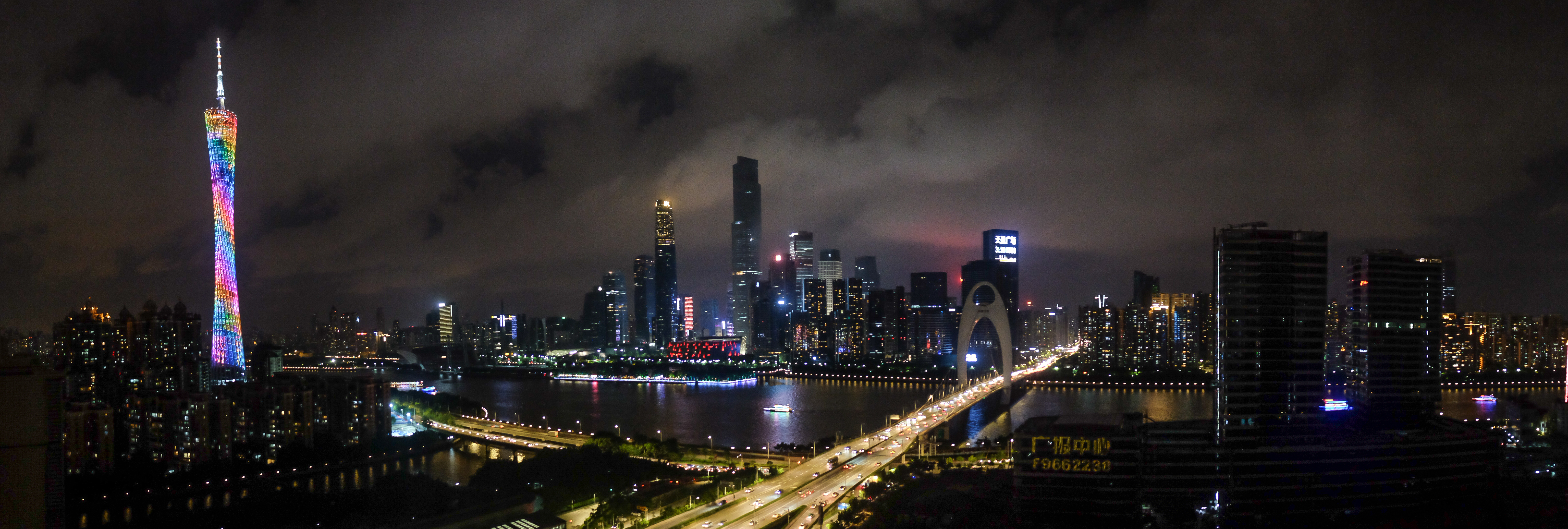
Vue panoramique sur le quartier d'affaires de Zhejiang, district de Tianhe, avec la Canton Tower (à gauche), les tours de l'IFC et du CTF Finance Centre (au centre) ainsi que le pont de Liede qui franchit la rivière des Perles.

Les nombreux monuments et lieux historiques se trouvent dans la vieille-ville de Canton. L'expansion de l'agglomération liée au développement rapide a créé un urbanisme typique de la Chine. Le quartier d'affaires de Zhujiang est le reflet d'un dynamisme économique de la région avec de nombreux gratte-ciel. 

### Sites touristiques et monuments

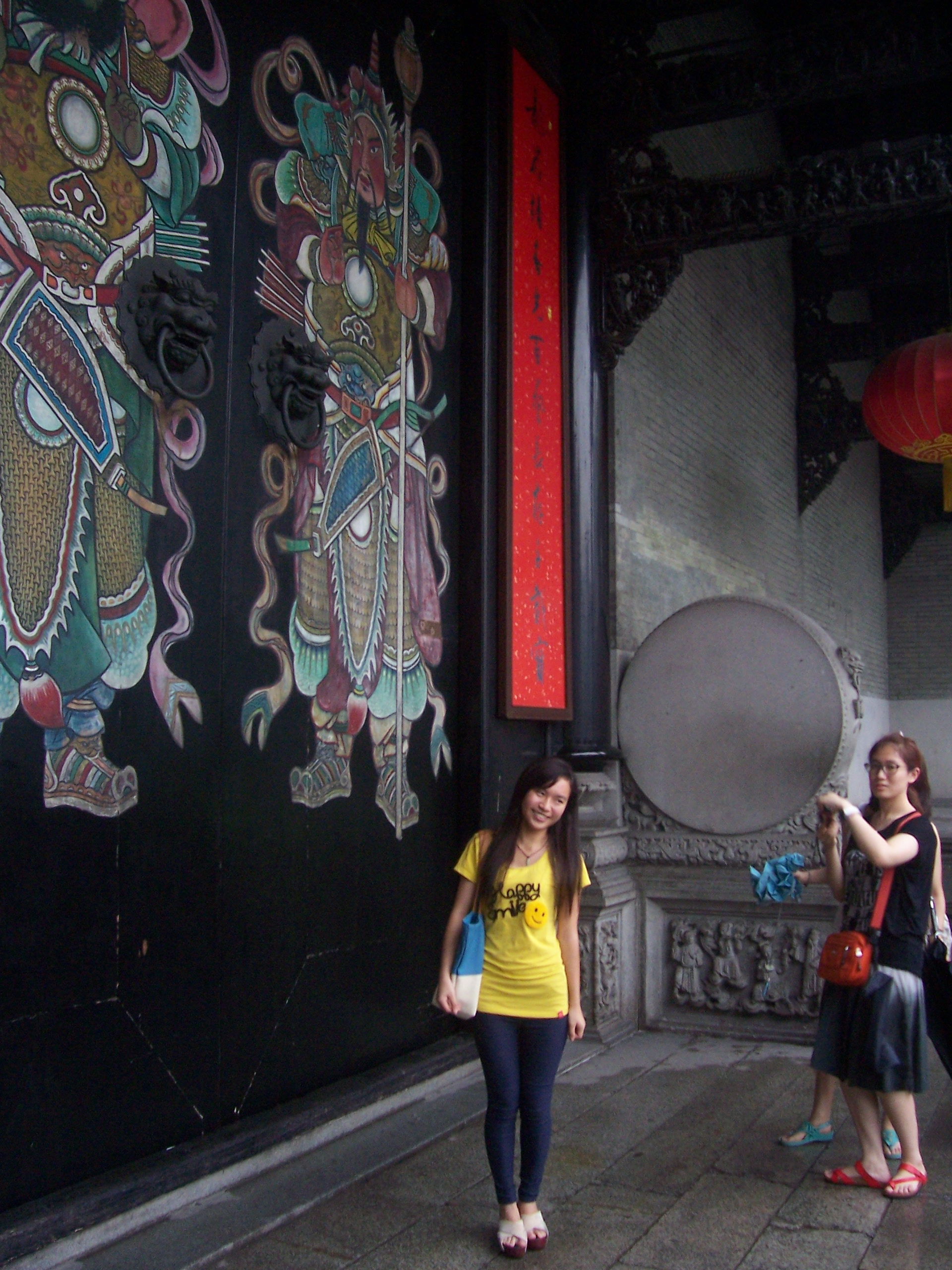
Touriste se faisant prendre en photographie devant la porte du temple de clan Chen.

Il existe plus de 180 000 hôtels, restaurants et entreprises de service. 40 % du parc chinois de taxis rouges circulent à Canton.
Le complexe de loisirs Guangzhou Chimelong Tourist Resort est l'un des plus importants au monde, composé de plusieurs parcs de loisirs, d’un cirque international et d’une zone hôtelière permettant aux visiteurs d’y séjourner.
Canton offre aussi de nombreux parcs très étendus ainsi que deux zoos, un au cœur de la ville (l'entrée arrière, moins fréquentée se trouve dans la rue Huanshidong), et l'autre à l'extérieur de la ville.
Attractions notables :
- le CTF Finance Centre, l'un des dix plus hauts gratte-ciels du monde, avec ses 530 mètres de hauteur.
- l’île de Shamian (沙面), sur la rivière des Perles, qui a conservé une remarquable architecture coloniale datant de la fin du XIXe siècle.
- le musée de la tombe des Yue du Sud qui présente une très belle collection d'objets archéologiques découverts en 1983 lors de travaux de voirie (un petit musée localisé à la même adresse regroupe une étonnante collection d'oreillers en porcelaine).
- Musée provincial du Guangdong
- Cathédrale du Sacré-Cœur de Shizhi, cathédrale gothique française.
- Parc Yue Xiu (越秀)
- Nouvelle tour de télévision de Canton (600 mètres de hauteur antenne comprise).
- Tour de télévision de Canton
- La montagne de Baiyun (« montagne du nuage blanc », 白云山 / 白雲山), son jardin calligraphique et la vue sur Canton lors du lever de soleil
- Promenade verte, promenade nord-sud, autour de la petite rivière, surplombée par deux viaducs routiers.
- Le réseau des Voies vertes du Guangdong (广东绿道, Guǎngdōng lǜdào) passant par Canton[24]. En 2015, Canton comptait 2 763 km à elle seule sur un ensemble de 9 000 km[25].
- La grande mosquée Huaisheng, vieille de plus de 700 ans.
- Le temple des ancêtres du clan Chen (zh) (陈家祠 ou 陈氏书院) comprenant également le Musée d'artisanat folklorique du Guangdong (广东民间工艺博物馆 ou 艺术博物馆)

#### Hôtels de prestige
- Hong Mian
- Overseas Chinese Hotel (770 chambres, 7 restaurants)
- China Hotel, A Marriott Hotel (850 chambres, 8 bars-restaurants)

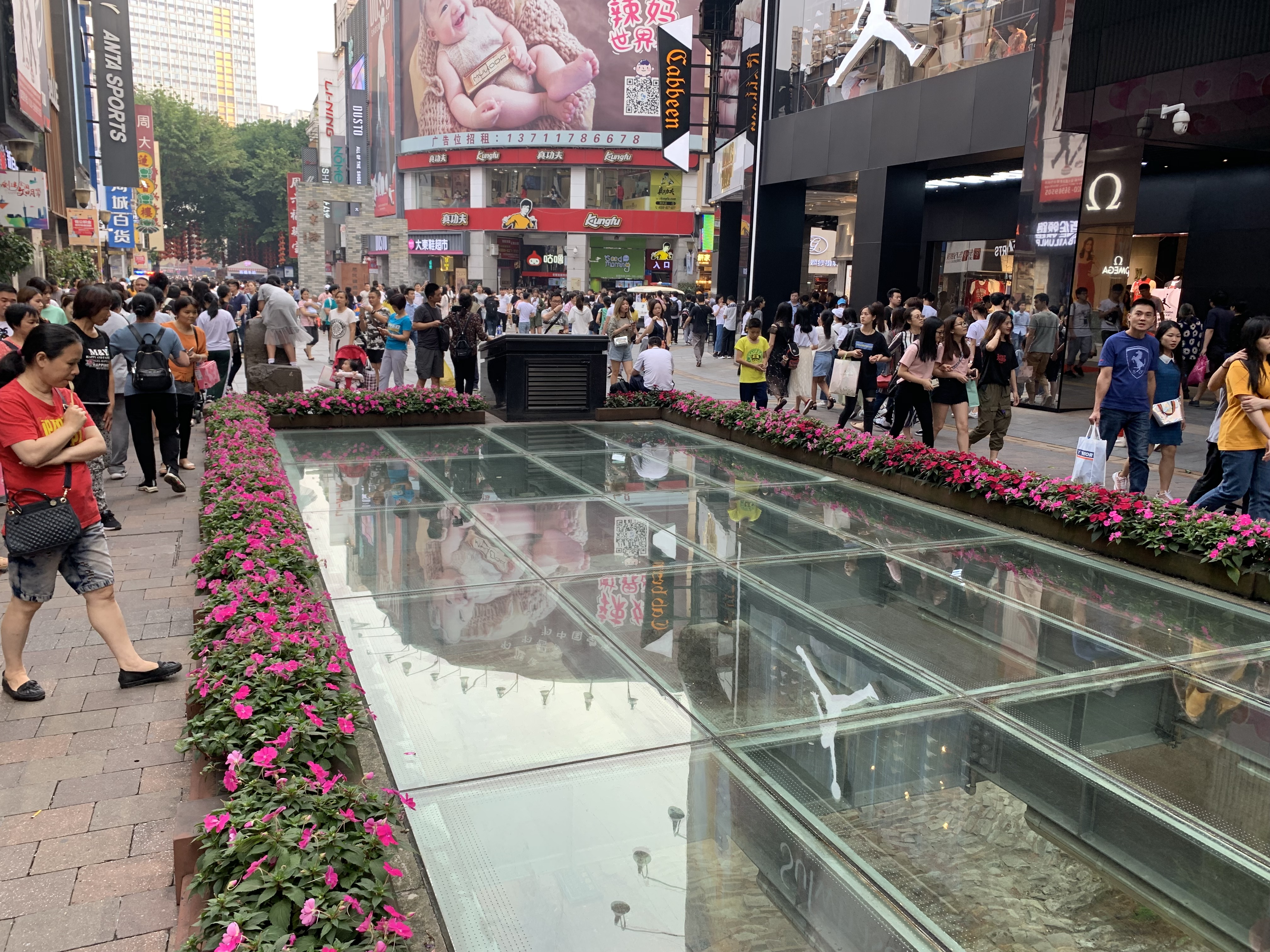
La rue de Pékin (Beijing Lu), avec les vestiges de l'ancienne voie.

- White Swan Hotel
- Hilton Tianhe Hotel
- Garden Hotel (花园酒店)

#### Grands artères et sites commerciaux
- 101 Dynamics
- rue de Pékin
- China Plaza
- Jiangnanxi
- Liwan Plaza
- Shangxiajiu
- Tee Mall
- Victory Plaza
- Wanguo Plaza
- Five May Flowers

### Culture cantonaise
La culture cantonaise se distingue du reste de la Chine grâce notamment à l'influence de Hong Kong, qui a fait prospérer le cantonais à travers la musique, le cinéma et les arts de manière générale.
Le climat subtropical du Guangdong inspire un mode de vie « méridional », bien différent de celui des provinces situées au nord du Yangzi Jiang, et des habitudes vestimentaires très différentes : un patron chinois est souvent méconnaissable à Canton, où le short et le polo sont de mise.
La cuisine cantonaise est réputée pour son inventivité et sa variété, le riz cantonais est un plat apprécié en France (même si la recette originale n'a que peu à voir avec celle connue en Europe et Amérique).
Le symbole de la ville est une statue représentant cinq chèvres, que l'on trouve dans le parc Yuexiu.
La robe traditionnelle fendue très haut des deux côtés et qui a disparu lors de la période communiste est réapparue comme vêtement porté par les jeunes femmes.

### Religions

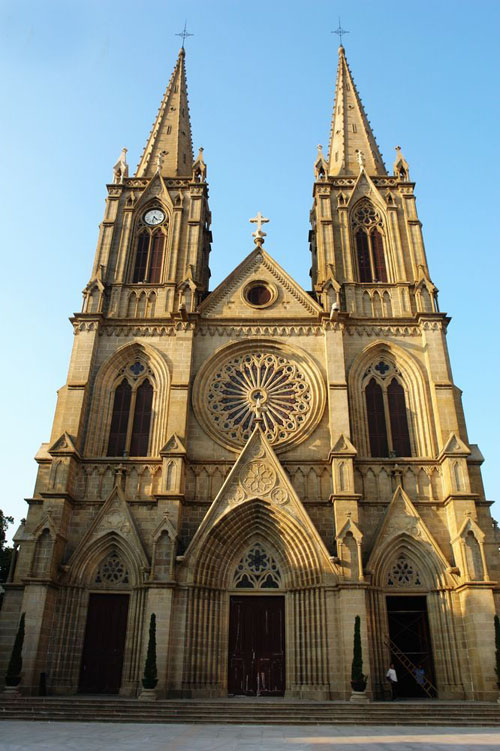
Cathédrale du Sacré-Cœur de Shishi construite par les Missions étrangères de Paris.

#### Taoïsme
Le Taoïsme et les croyances populaires chinoises sont toujours présents dans quelques temples de la ville. Un des plus connus est le Temple des Cinq Immortels (en), honorant les cinq immortels qui auraient amené la riziculture à la fondation de la ville. Canton, à l'image du reste de la Chine méridionale, reste particulièrement attaché à la vénération des ancêtres, notamment durant des célébrations comme le Qingmingjie (fête des ancêtres) ou le Zhongyuanjie (fête des fantômes).

#### Islam
La mosquée de Canton est une des plus anciennes de Chine.

#### Christianisme
L'archidiocèse catholique de Guangzhou est hébergé dans la cathédrale du Sacré-Cœur de Guangzhou, connue localement sous le nom de "Maison de pierre".

## Transports

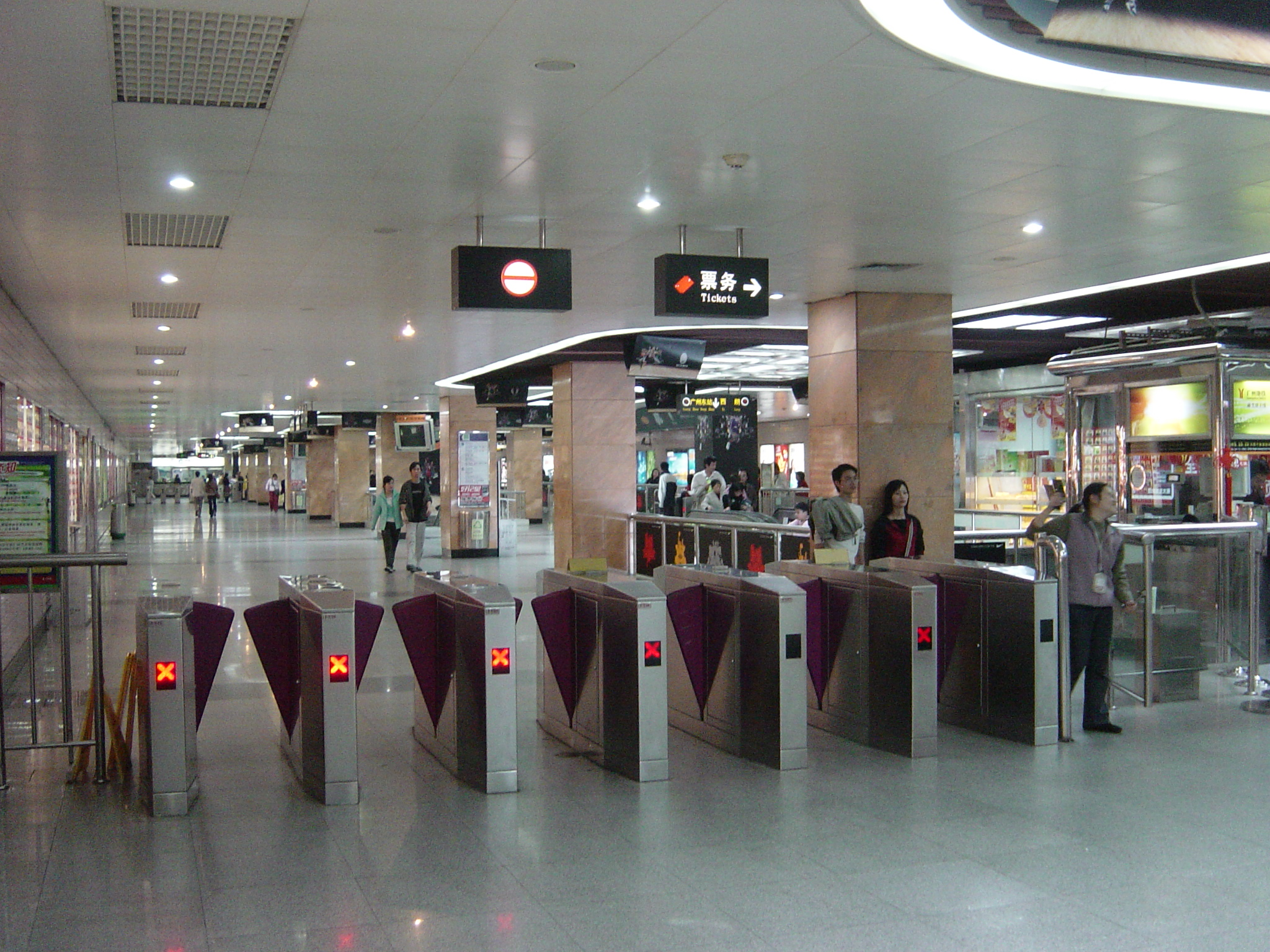
Station de métro Tiyu Xilu

### Transports en commun
Le métro de Canton a été mis en service en 1997. Mi-2018, il compte treize lignes en service pour une longueur de 391,8 km. D'ici 2025, la longueur totale des voies de métro devrait atteindre 705 km.
Depuis 2010 fonctionne le GBRT, Guangzhou Bus Rapid Transit (System). Il s'agit d'un système de voies de bus inspiré du fonctionnement du métro. Les voies de bus ainsi que les stations de bus sont aménagées au centre de la chaussée, et chaque bus s'arrête à un endroit précis de la station. Les passagers paient leur trajet en entrant dans la station, ce qui permet de réduire le temps d'arrêt des bus Guangzhou_Bus_Rapid_Transit (en).
Un grand projet d'interconnexion de tous les systèmes de transport du Delta de la Rivière des Perles se met en place.

### Transport ferroviaire
Une ligne ferroviaire classique « Chine Express » relie Canton à la gare de Kowloon à Hong Kong, à deux heures de train (182 km).
Canton est reliée aux principales métropoles chinoises par les trains conventionnels et les trains à grande vitesse via le réseau national de grande vitesse. Pékin est ainsi à moins de 8 heures via la LGV Pékin - Canton. Elle est depuis également reliée en moins d'une heure à Hong Kong via la LGV Canton - Shenzhen - Hong Kong.
La ville est desservie par 4 gares principales :
- gare de Canton (en majorité lignes conventionnelles) ;
- gare de Canton-Sud (lignes à grande vitesse) ;
- gare de Canton-Est (Tianhe) ;
- gare de Canton-Nord.

### Transport aérien
L'aéroport international de Guangzhou-Baiyun, qui est l'un des plus grands de Chine, a été ouvert le 5 août 2004. C'est la plateforme de la compagnie China Southern Airlines. Cet aéroport est appelé à devenir un concurrent direct de l'aéroport international de Hong Kong.
Son trafic s'élève à 40 975 673 passagers pour l'année 2010, ce qui en fait le troisième aéroport de Chine après Pékin et Hong Kong et le dix-neuvième du monde.

### Transport routier
Un réseau d’autoroutes relie Canton à Macao, Shenzhen, Hong Kong et aux autres villes de la province du Guangdong et du reste de la Chine. Le réseau provincial est parmi les plus denses en Chine.

## Radios anglophones
Parmi les 98 stations de radio locales, quelques-unes sont partiellement anglophones, en FM :
- My Guangdong : 107.7,
- The World's Voice : 91.4,
- The Walking Ear : 97.1,
- Entertainment Beauty : 105.7.

## Presse anglophone
Parmi les journaux et revues anglophones :
- That's PRD.

## Personnalités
- L'écrivain Lu Xun résida à Canton ; un musée lui est consacré.
- Calligraphe, théoricien politique Kang Youwei (1858-1927) est natif de Canton.
- L'ingénieur ferroviaire, le « Père du rail chinois » Jeme Tian Yow (1861-1919) est natif de Canton.
- L'architecture sino-américain Ieoh Ming Pei (1917-2019) y est né.
- Ville natale de John Woo, réalisateur de films d'action (The Killer, Volte-face...).
- L'artiste Cao Fei (1978) est native de Canton.
- La jeune actrice Song Wenfei (1985-2013) est native de Canton.
- L'acteur, rappeur, chanteur Kris Wu (1990) est natif de Canton.
- Le pongiste professionnel de l'équipe de Chine, Fan Zhendong (1997) est natif de Canton.
- Chu Yuan (1934-2022), réalisateur hongkongais.
- Le chercheur en économie, Lu Peng (1996) est né à Canton.

## Jumelages
| Pays                | Ville                 | Région                 | Date             |
| ------------------- | --------------------- | ---------------------- | ---------------- |
| Japon               | Fukuoka               | Fukuoka                | 1979             |
| États-Unis          | Los Angeles           | Californie             | 2 mars 1982      |
| Philippines         | Manille               | Grand Manille          | novembre 1982    |
| Canada              | Vancouver             | Colombie-Britannique   | mars 1985        |
| Italie              | Bari                  | Bari                   | 1986             |
| Australie           | Sydney                | Nouvelle-Galles du Sud | mai 1986         |
| Chili               | Viña del Mar          | Valparaiso             | novembre 1986    |
| Allemagne           | Francfort-sur-le-Main | Hesse                  | 11 avril, 1988   |
| France              | Lyon                  | Auvergne-Rhône-Alpes   | novembre 1988    |
| Nouvelle-Zélande    | Auckland              | Auckland               | février 1989     |
| Corée du Sud        | Gwangju               | Jeolla du Sud          | octobre 1996     |
| Japon               | Ōita                  | Ōita                   | 1997             |
| Suède               | Linköping             | Östergötland           | novembre 1997    |
| Afrique du Sud      | Durban                | KwaZulu-Natal          | juillet 2000     |
| Royaume-Uni         | Bristol               | Angleterre             | mai 2001         |
| Russie              | Iekaterinbourg        | Sverdlovsk             | 10 juillet, 2002 |
| Pérou               | Arequipa              | Arequipa               | 27 octobre, 2004 |
| Royaume-Uni         | Birmingham            | Angleterre             | décembre 2006    |
| Émirats arabes unis | Dubaï                 | Dubaï                  | 2005             |
| Indonésie           | Surabaya              | Java oriental          | décembre 2005    |
| Brésil              | Recife                | Pernambouc             | 2007             |
| Malaisie            | Kota Kinabalu         | Sabah                  | mai 2009         |
| Italie              | Milan                 | Lombardie              |                  |
| Espagne             | Valence               | Valence                | 2012             |